# Хадшифф, Михаэль
Михаэль Флориан Хадшифф (нем. Michael Florian Hadschieff; род. 5 октября 1963, Инсбрук) — австрийский конькобежец, выступавший за сборную Австрии по конькобежному спорту в 1983—1994 годах. Серебряный и бронзовый призёр зимних Олимпийских игр в Калгари, бронзовый призёр чемпионата мира, серебряный призёр чемпионата Европы, двукратный обладатель Кубка мира на дистанции 1500 метров.

## Биография
Михаэль Хадшифф родился 5 октября 1963 года в Инсбруке, Австрия.
Серьёзно занимался конькобежным спортом с 1981 года, проходил подготовку в местном инсбрукском клубе под руководством Вернера Йегера.
Впервые заявил о себе на международной арене в 1984 году, когда вошёл в основной состав австрийской национальной сборной и благодаря череде удачных выступлений удостоился права защищать честь страны на зимних Олимпийских играх в Сараево. Стартовал здесь во всех пяти конькобежных дисциплинах — наивысший результат показал на дистанции 10 000 метров, став пятым.
Первого серьёзного успеха на международном уровне добился в сезоне 1985/86, выиграв Кубок мира на дистанции 1500 метров. По итогам сезона был признан лучшим спортсменом Австрии.
В 1987 году в классическом многоборье стал серебряным призёром на чемпионате Европы в Тронхейме и взял бронзу на чемпионате мира в Херенвене.
Находясь в числе лидеров конькобежной команды Австрии, благополучно прошёл отбор на Олимпийские игры 1988 года в Калгари. Вновь участвовал во всех пяти дисциплинах, при этом сумел завоевать бронзовую олимпийскую медаль на дистанции 1500 метров и получил серебро на дистанции 10 000 метров. Во втором случае установил олимпийский рекорд, который вскоре был превзойдён шведом Томасом Густафсоном. Также это удачное выступление позволило Хадшиффу подняться на первую строку общего мирового рейтинга Adelskalender, сместив на этой позиции советского конькобежца Николая Гуляева. Однако он удерживал лидерство только три дня, вскоре его сместил американец Эрик Флейм.
После Олимпиады в Калгари Михаэль Хадшифф остался в составе австрийской национальной сборной и продолжил принимать участие в крупнейших международных соревнованиях. Так, в 1989 году он вновь выиграл Кубок мира на дистанции 1500 метров, на сей раз разделив первое место с Эриком Флеймом.
В 1991 году выступил на чемпионате мира в классическом многоборье в Херенвене, выиграл зимнюю Универсиаду на дистанции 1500 метров.
Участвовал в Олимпийских играх 1992 года в Альбервиле и 1994 года в Лиллехаммере, но здесь уже попасть в число призёров не смог.
Завершив спортивную карьеру в 1994 году, впоследствии работал менеджером в нескольких компаниях, занимающихся производством и продажей спортивных товаров, в том числе являлся сотрудником компании Puma. Проявил себя как общественный деятель и спортивный функционер.
За выдающиеся спортивные достижения в 1996 году награждён Рыцарским крестом II степени Почётного знака «За заслуги перед Австрийской Республикой».